# François Nicolas Benoît Haxo
François Nicolas Benoît Haxo (ur. 1774 w Lunéville, zm. 1838 w Paryżu) – francuski generał, inżynier wojskowy, specjalista od fortyfikacji.

## Życiorys
W 1793 ukończył szkołę wojskową w Châlons-en-Champagne i wstąpił do armii. Planami i pracami przy twierdzach w Italii zwrócił na siebie uwagę Napoleona, który systematycznie awansował go i dawał odpowiedzialne zadania.
W 1807 był oddelegowany do ulepszania umocnień Konstantynopola. Za zasługi przy oblężeniu Saragossy awansowany został do stopnia pułkownika. W 1810 za udział w bitwie pod Wagram otrzymał Krzyż Oficerski Legii Honorowej. Pracował przy oblężeniach Lleidy, Mequinenzy i Tortosy.
Przed kampanią rosyjską Napoleona Haxo zajmował się umacnianiem fortyfikacji na Pomorzu, Śląsku i w Polsce. W samej kampanii był w sztabie armii. Brał udział w bitwach pod Smoleńskiem i pod Borodino. W 1813 umacniał Hamburg i Drezno. Ranny w bitwie pod Kulm dostał się do niewoli. Po pierwszej restauracji Burbonów został dowódcą inżynierów gwardii królewskiej. Wierny Napoleonowi, wziął udział w bitwie pod Waterloo.
Pozostał w armii jako generalny inspektor do spraw inżynierskich i miał duży wkład w budowę i unowocześnianie francuskich fortyfikacji.
W 1832 kierował pracami oblężniczymi przy oblężeniu cytadeli w Antwerpii. W 1838 opracował projekt ufortyfikowania Paryża.
Był autorem Mémoires sur la figure du terrain dans les cartes topographiques.

## Kazamata Haxo

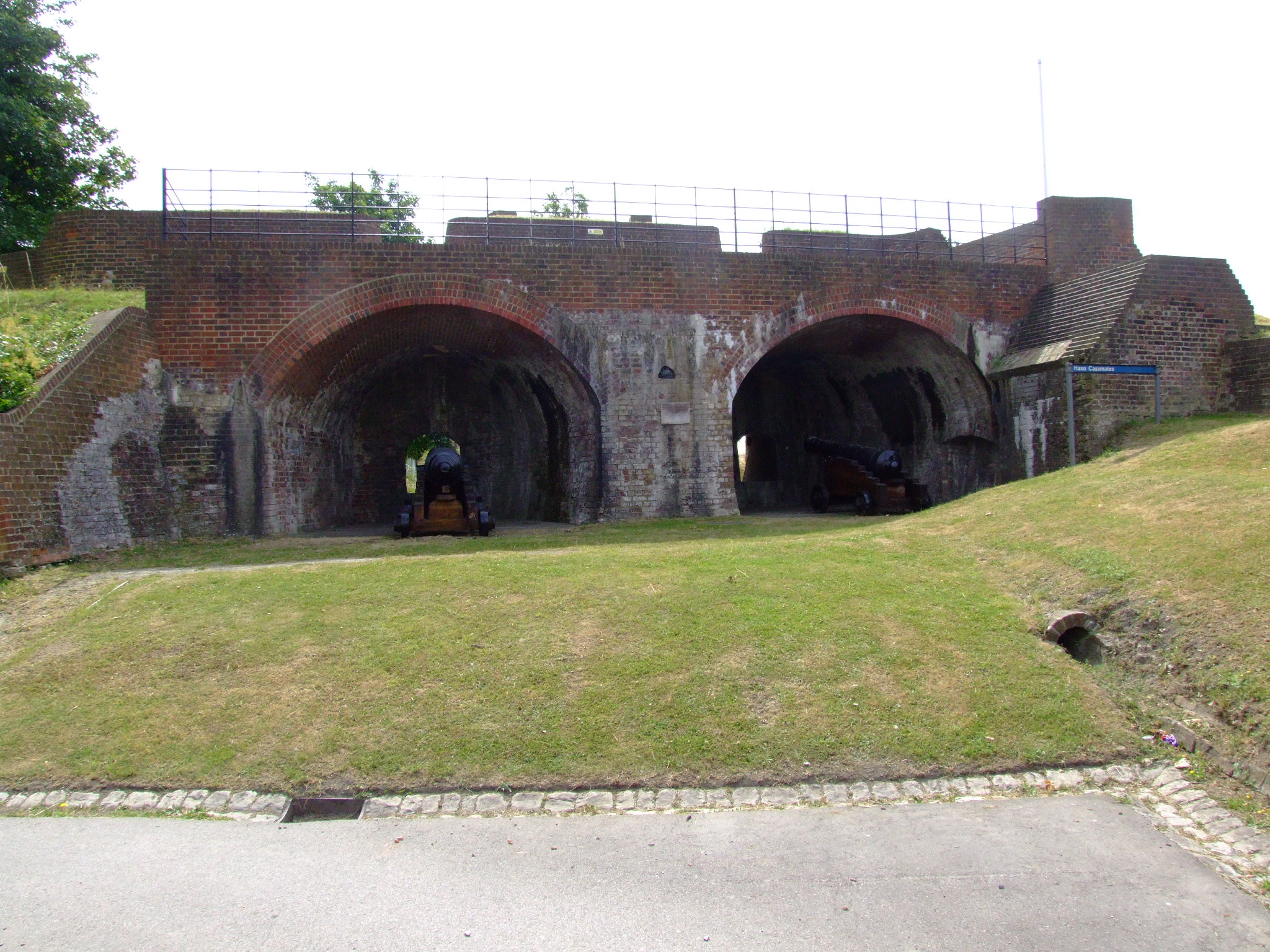
Kazamaty Haxo w forcie Amherst koło Chatham (Anglia)

Wśród jego projektów jest Kazamata Haxo, pierwowzór której zbudowano w Gdańsku (Redita Napoleońska). Otwarte z tyłu (dla lepszej wentylacji), z przodu chronione dodatkowo warstwą ziemi, miały strzelnice przechodzące przez warstwę gruntu.